# Djamel Zidane
Djamel Zidane (Argel, 28 de abril de 1955) é um ex-futebolista argelino. Ele competiu na Copa do Mundo FIFA de 1982, sediada na Espanha, na qual a seleção de seu país terminou na 13º colocação dentre os 24 participantes.
Ele não tem parentesco com Zinédine Zidane, embora alguns veículos comuniquem como se fosse verdadeira tal informação equivocada. 